# Bleue d'Auvergne
Pour le fromage, voir Bleu d'Auvergne.
La Bleue d'Auvergne est une variété de pomme de terre traditionnelle du Massif central (France) qui a la particularité d'avoir une peau violette, particularité qu'elle partage avec la Vitelotte, mais à la différence de cette dernière sa chair est blanche. C'est une variété ancienne qui était délaissée, en particulier pour cause de dégénérescence (surcharge virale)  puis remise en culture dans les années 2000 par des producteurs locaux en Auvergne, après « régénération ».

## Caractéristiques
Les tubercules de la variété 'bleue d'Auvergne' sont de taille moyenne et de forme arrondie. Ils ont une peau lisse, de couleur bleu-violet, et une chair blanche, parfois veinée de traces violacées. Les yeux sont à demi-enfoncés.
Les germes, trapus, sont de couleur violet foncé.
La plante, de taille moyenne a un port à demi-étalé. La floraison très abondante, est constituée de fleurs violettes, qui cependant ne fructifient que rarement.
Elle est sensible aux maladies, notamment le mildiou, la galle verruqueuse et l'enroulement.
Cette variété est tardive et de rendement relativement faible comparé à celui des variétés modernes.
Sur le plan culinaire, c'est une pomme de terre farineuse qui était autrefois consommée dans la soupe quotidienne. Elle convient bien pour la soupe, la purée ou l'aligot.